# Comuna Pazardjik, Pazardjik
Pazardjik (în bulgară Пазарджик) este o comună în regiunea Pazardjik, Bulgaria, formată din orașul Pazardjik și 31 de sate. 

## Localități componente

### Orașe
- Pazardjik

### Sate
| - Aleko Konstantinovo - Aprilți - Bratanița - Debrăștița - Dobrovnița - Dragor - Ghelemenovo - Glavinița - Govedare - Hadjievo - Iunațite | - Ivailo - Krali Marko - Leahovo - Malo Konare - Mireanți - Mokriște - Ogneanovo - Ovcepolți - Patalenița - Piștigovo | - Rosen - Saraia - Sbor - Sinitovo - Topoli Dol - Velicikovo - Zvănicevo - Cernogorovo - Țar Asen - Țrăncea |

## Demografie
Componența etnică a comunei Pazardjik
     Romi (8,82%)
     Turci (4,95%)
     Bulgari (78,2%)
     Nicio identificare (7,65%)
     Altele (0,36%)
La recensământul din 2011, populația comunei Pazardjik era de 114.817 locuitori. Din punct de vedere etnic, majoritatea locuitorilor (78,2%) erau bulgari, existând și minorități de romi (8,82%) și turci (4,95%). Pentru 7,65% din locuitori nu este cunoscută apartenența etnică.